# Amisano Gino Valenza
AGV (Amisano Gino Valenza) es una firma italiana de motocicletas, inaugurada en 1946 por Gino Amisano (1920-2009) un joven contador de profesión, junto con dos socios que a los pocos meses se separarían de la empresa. El nombre proviene del nombre de su fundador, y el nombre de su ciudad natal, Valenza. Empezó como fabricante de asientos de piel y cascos para motocicletas y bicicletas. Luego, la empresa se focalizó en cascos de cuero para motocicletas. El primer casco de cuero de motocicleta AGV se fabricó en 1947. En 2007 fue comprada por el grupo Dainese.

## Pilotos destacados[3][4]
| Piloto           | Disciplina           | Años de títulos                              |
| ---------------- | -------------------- | -------------------------------------------- |
| Giacomo Agostini | Motociclismo         | 15 títulos                                   |
| Ángel Nieto      | Motociclismo         | 13 títulos                                   |
| Barry Sheene     | Motociclismo (500cc) | 1976, 1977                                   |
| Kenny Roberts    | Motociclismo (500cc) | 1980                                         |
| Valentino Rossi  | Motociclismo         | 1997, 1999, 2001, 2002, 2008, 2009 (Total 9) |
| Gennady Moiseev  | Motocross 250 cc     | 1978                                         |